# Thomas Satterwhite Noble
Pour les articles homonymes, voir Noble (homonymie).
Thomas Satterwhite Noble, né le 29 mai 1835 à Lexington dans l'état du Kentucky et décédé le 27 avril 1907 à New York dans l'état de New York aux États-Unis, est un peintre américain. Professeur émérite de la Art Academy of Cincinnati de Cincinnati, autrefois nommé McMicken School of Design, il est connu pour sa série de quatre tableaux anti-esclavagistes peint à la fin de la guerre de Sécession.

## Biographie
Thomas Satterwhite Noble naît à Lexington dans l'état du Kentucky en 1835. Il grandit dans une plantation de chanvre et de coton. Il commence sa formation artistique en 1852 auprès du peintre Samuel Woodson Price (en) à Louisville et la poursuit à l'université Transylvania de Lexington où il a pour professeurs les peintres George Peter Alexander Healy et Oliver Frazier et où il retrouve Price. En 1853, il s'installe à New York, avant de vivre à Saint-Louis dans l'état du Missouri. En 1856, il part pour la France et la ville de Paris, où il termine sa formation auprès du peintre Thomas Couture.
En 1859, il revient dans la région de Saint-Louis, où il travaille dans l'entreprise familiale et commence à peindre. Durant la guerre de Sécession, il sert dans l'armée confédérée jusqu'à la fin du conflit en 1865, puis retourne à Saint-Louis où il débute pleinement sa carrière de peintre la même année avec le tableau The Last Sale of Slaves in St. Louis (repeinte dans les années 1880) qui montre une vente d'esclaves ayant lieu devant l'Old Courthouse de la ville. Il s'agit de la première toile d'une série de quatre tableaux anti-esclavagistes. S'ensuit le tableau John Brown's Blessing en 1866, qui montre l'activiste abolitionniste John Brown, auteur de l'attaque ratée contre l'arsenal d'Harpers Ferry, conduit à son exécution et bénissant un enfant sur les marches du palais de justice. Il signe l'année suivante le troisième tableau de la série, The Modern Medea, qui dépeint l'événement tragique de 1856 au cours duquel l'esclave fugitive Margaret Garner préfére assassiner ses enfants plutôt que de les voir retourner en esclavage. Le dernier tableau de la série, Price of Blood, montre un propriétaire blanc d'esclaves vendant son fils métisse. Ces quatre tableaux font de lui un artiste populaire.
En 1869, il est invité à devenir professeur à la McMicken School of Design de Cincinnati, aujourd'hui connue sous le nom d'Art Academy of Cincinnati. Il occupera ce poste jusqu'en 1904, avec une interruption entre 1881 et 1883, période durant laquelle il vit et étudie à Munich en Allemagne. Au cours de sa carrière, il participe à de nombreuses expositions, principalement à Cincinnati et à New York. Il peint peu, réalisant principalement des portraits, des scènes de genre et, sur la fin de sa vie, des paysages. À Cincinnati, il a notamment pour élèves les peintres Edward Henry Potthast, Paul Sawyier, Elizabeth Nourse, John Hauser, Frank J. Girardin, George Henry Yewell (en), Daniel Garber, Caroline Augusta Lord, Edna Boies Hopkins (en), Albert Robert Valentien (en), Willie Betty Newman et Jenny Eakin Delony (en), les sculpteurs et sculptrices Mary Given Sheerer (en), Eli Harvey (en), Louise Lawson et Laura Anne Fry (en) et l'architecte Alfred Oscar Elzner (en).
Retraité, il meurt à New York en 1907. Il est enterré au cimetière de Spring Grove (en) à Cincinnati.
Ses œuvres sont notamment visibles ou conservées à l'académie américaine des beaux-arts et à la New-York Historical Society de New York, au Chazen Museum of Art de Madison, à l'Allen Memorial Art Museum d'Oberlin, à la Missouri Historical Society (en) et au Missouri History Museum (en) de Saint-Louis, à la Yale University Art Gallery de New Haven, au Cincinnati Art Museum et au National Underground Railroad Freedom Center (en) de Cincinnati, au Morris Museum of Art (en) d'Augusta et au Greenville County Museum of Art (en) de Greenville.

## Œuvres

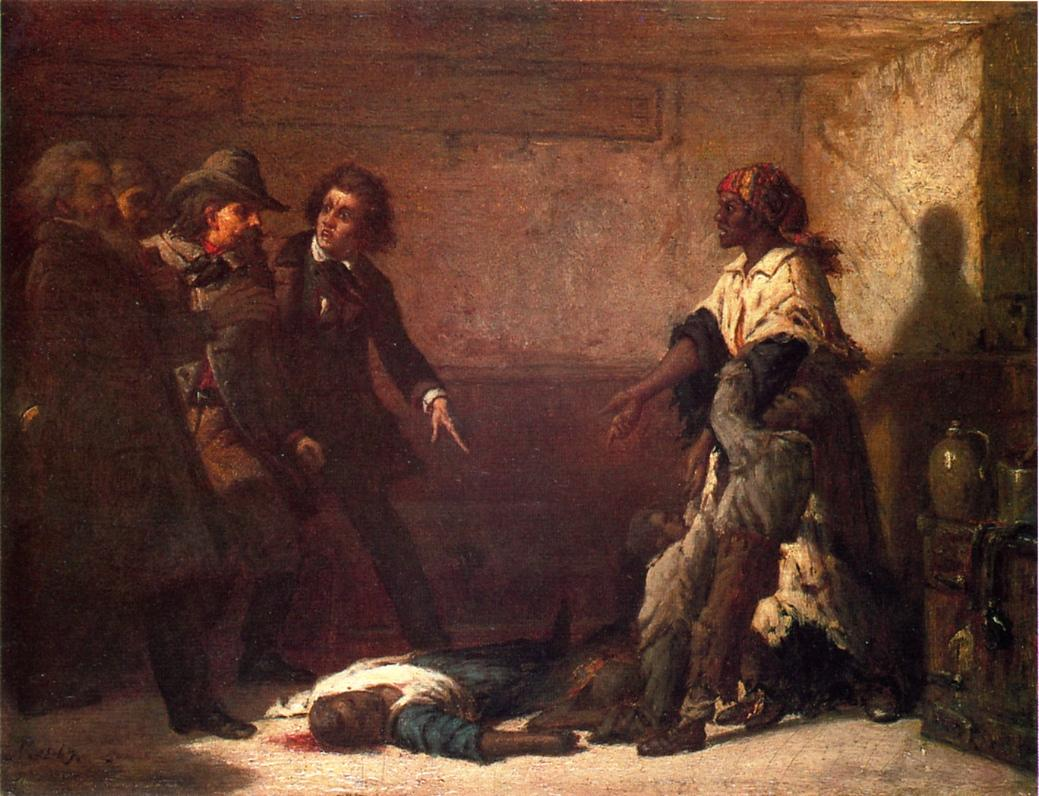
Margaret Garner, the Modern Medea, 1867
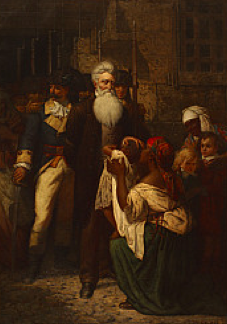
John Brown's Blessing, 1867
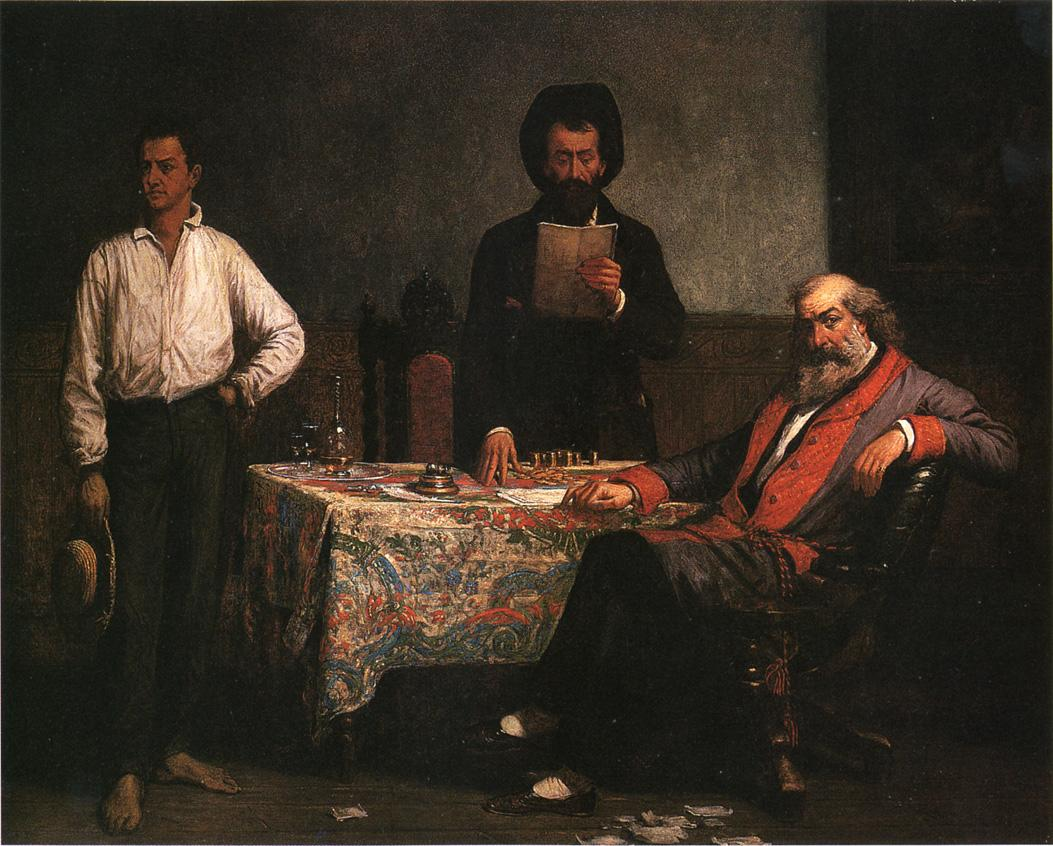
The Price of Blood, 1868
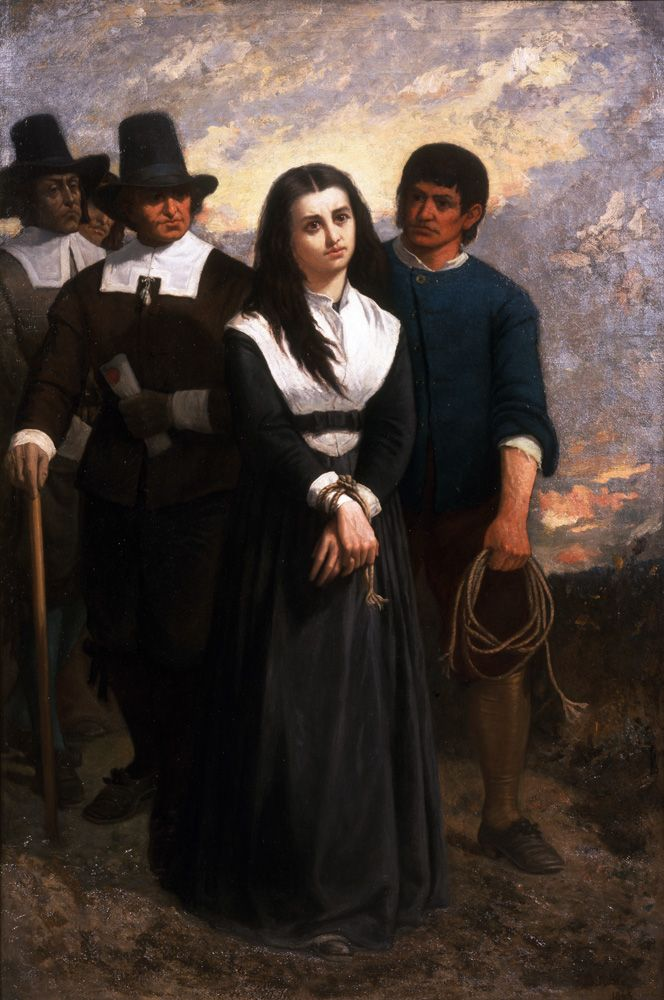
The Salem Martyr, 1869
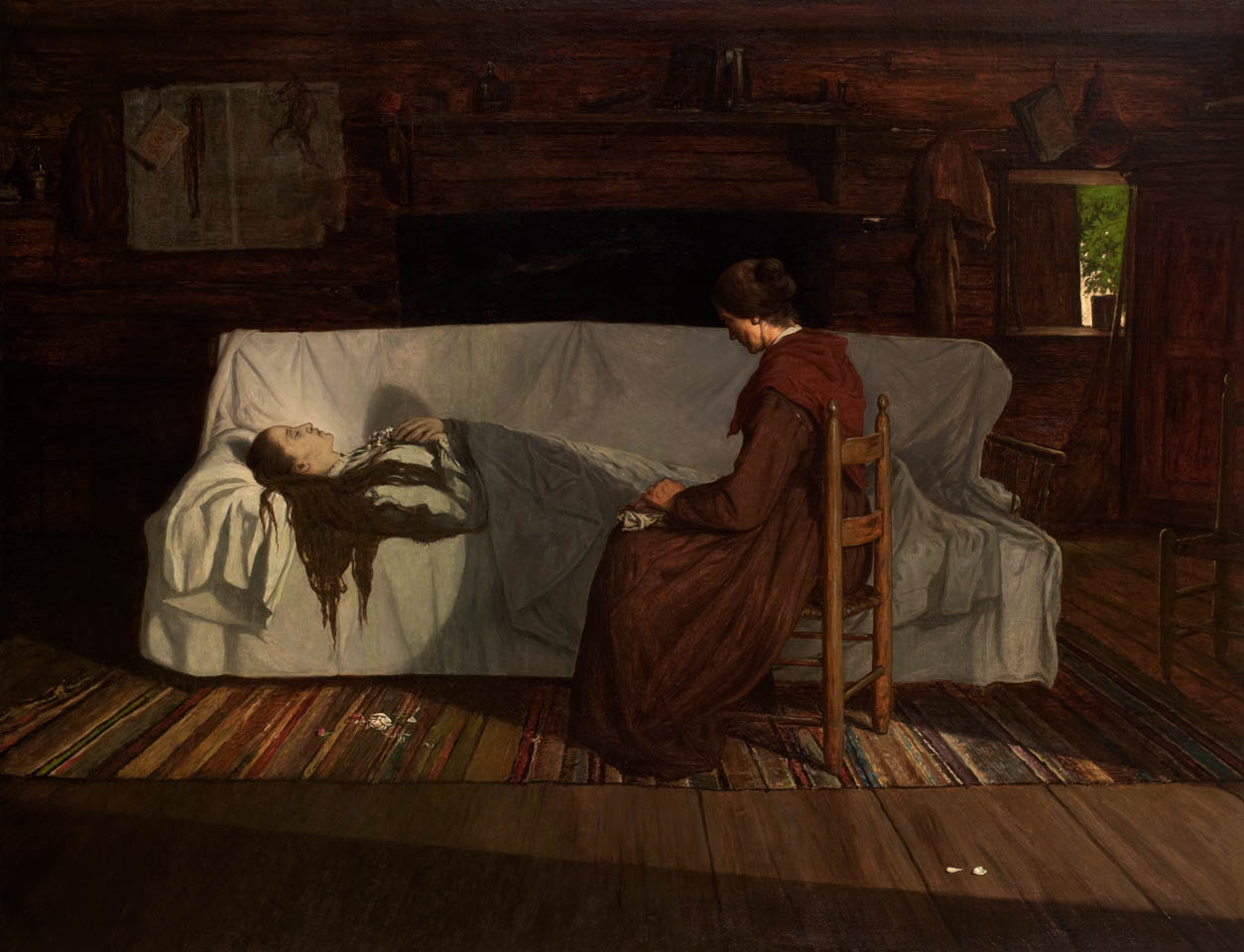
Forgiven, vers 1872
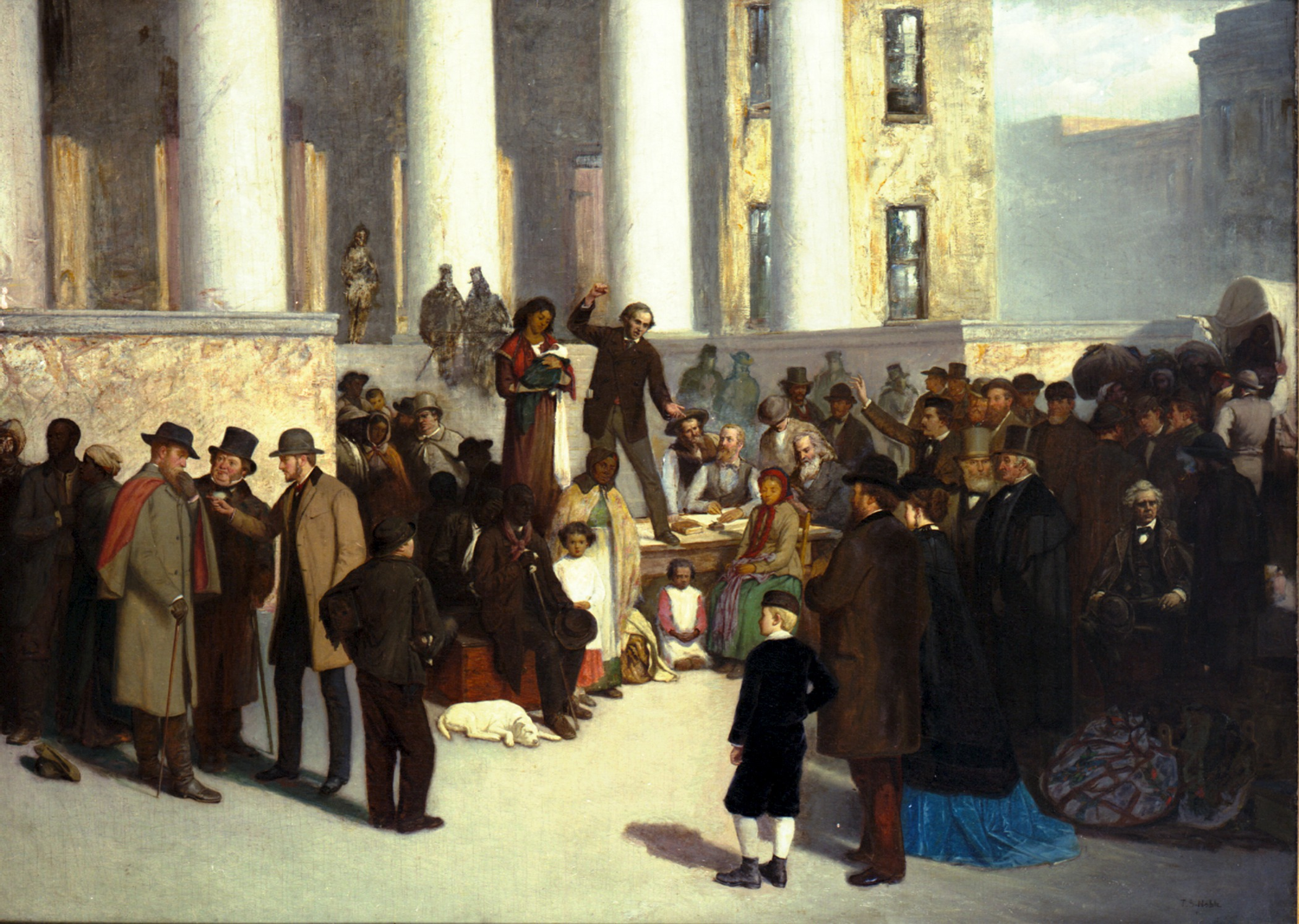
The Last Sale of Slaves, vers 1880, Missouri History Museum (en)
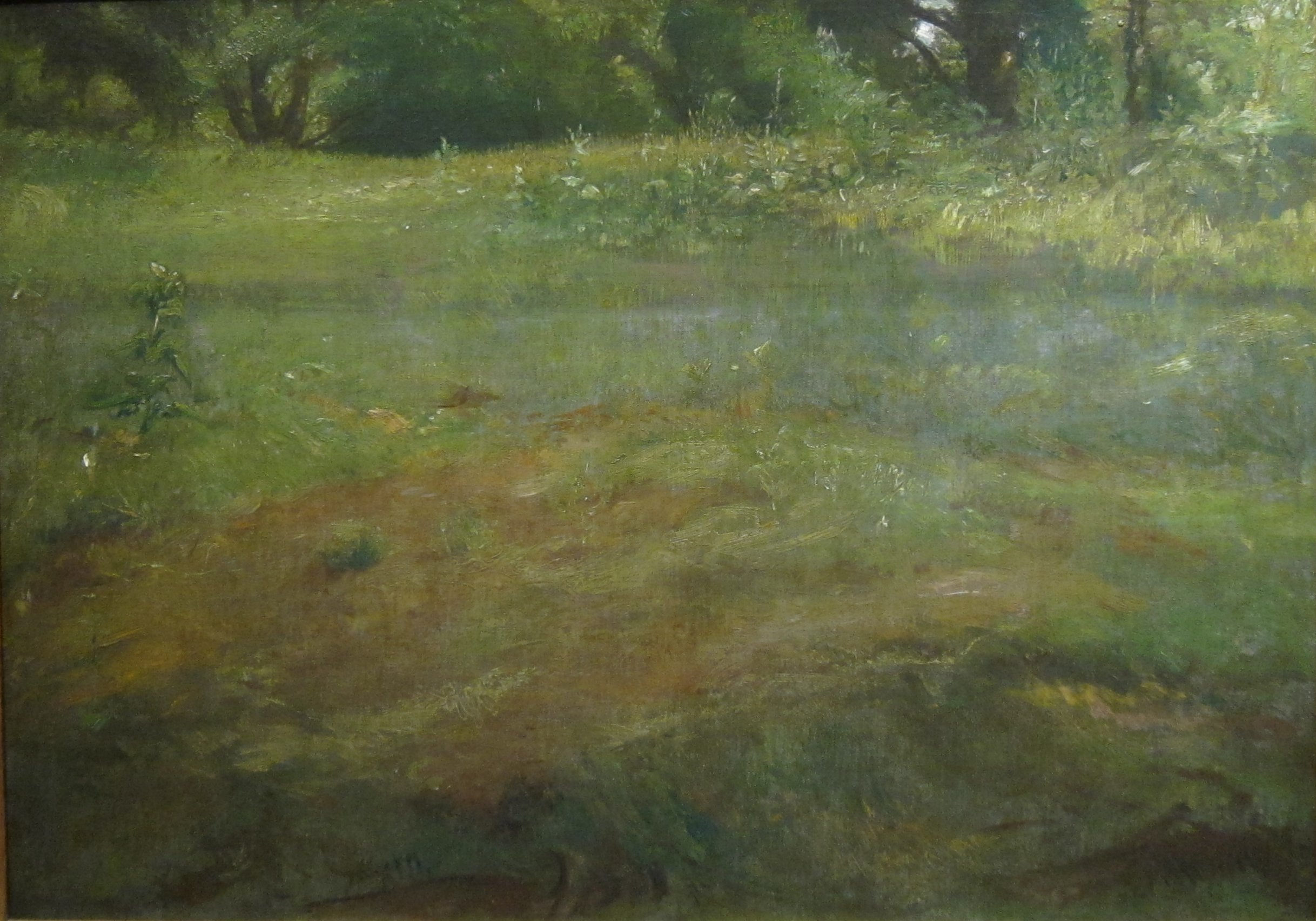
Landscape near T. S. Noble's House on Kemper Lane, vers 1890, Cincinnati Art Museum
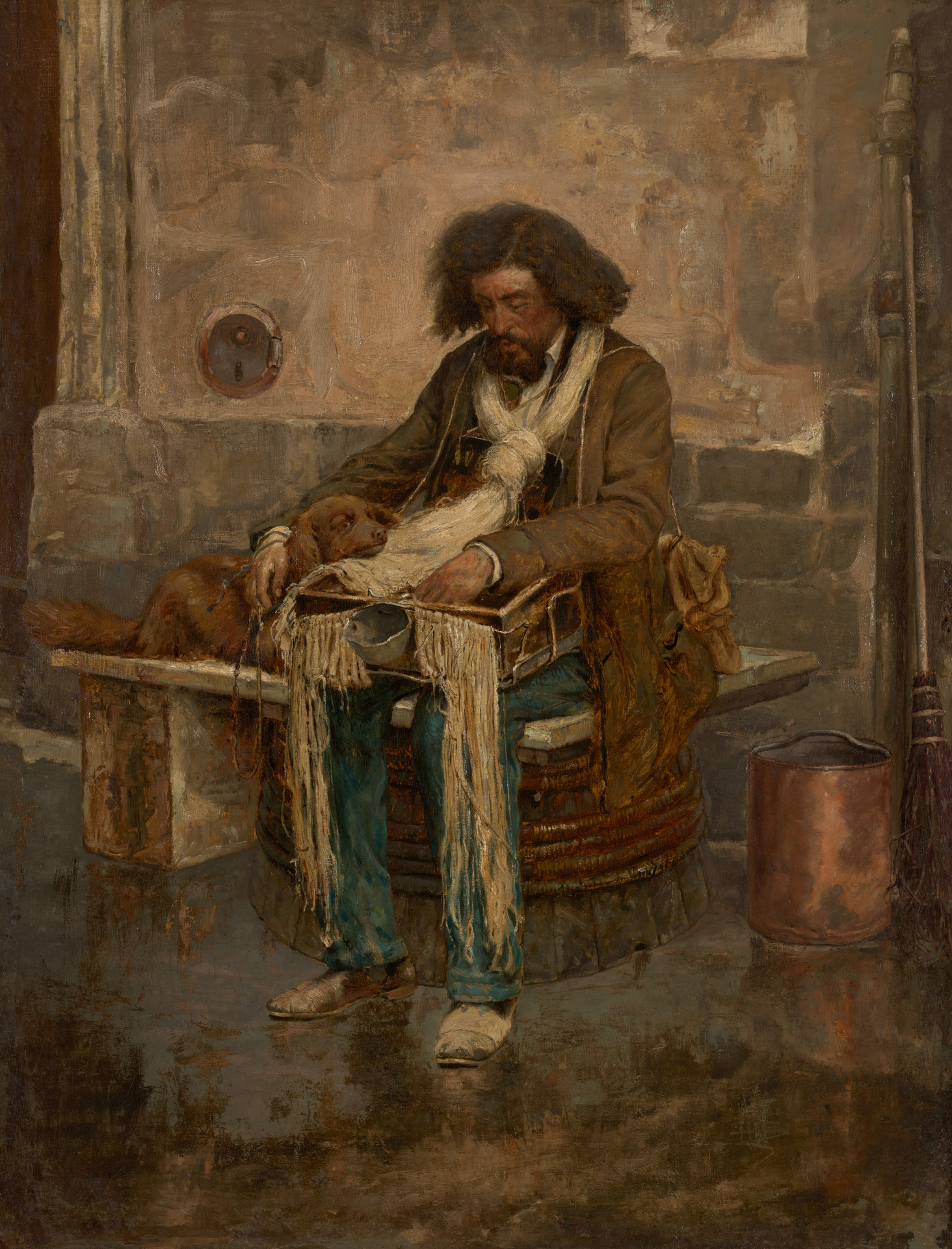
The Blind Man of Paris, 1895, Yale University Art Gallery
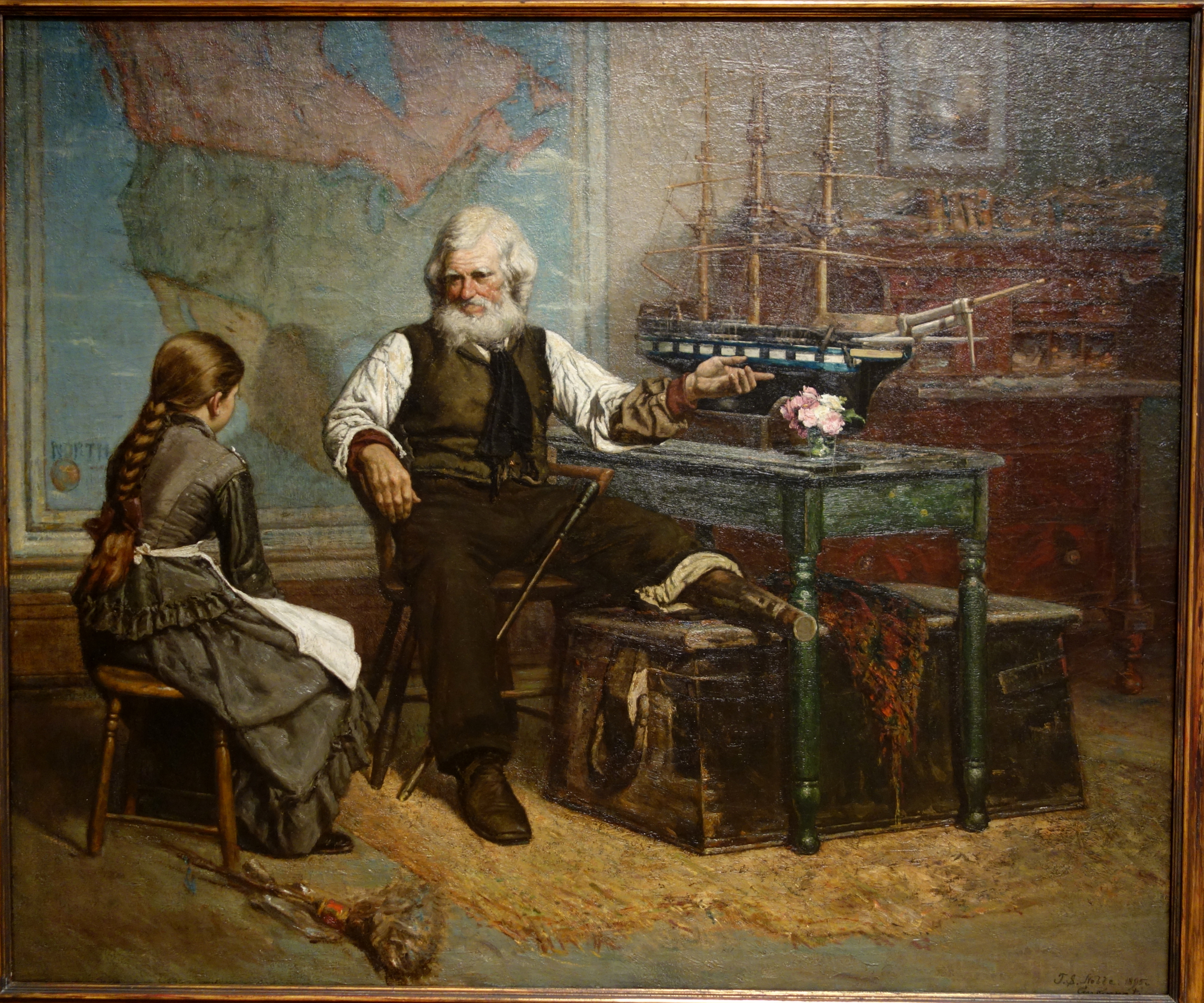
80th Birthday, 1895, Chazen Museum of Art